# Composizioni per violoncello solo
In particolare dal XX secolo, il repertorio per violoncello solo è cresciuto considerevolmente. Queste composizioni per violoncello solo qui selezionate per rilevanza includono anche arrangiamenti e trascrizioni notevoli.

## A
- Joseph Abaco
  - (11) Caprices
- Samuel Adler
  - Sonata (1965)
- Kalevi Aho
  - Solo IV (1997)
- Hugh Aitken
  - For the Cello (1980)
- Franghis Ali-Zadeh
  - Ask Havasi (parte del ciclo Silk Road) (1998)
  - Oyan (2005)
- Maarten Altena
  - Figura (1993)
- Georges Aperghis
  - Quatres Récitations (1980)
  - Sonate (1994)
- Gilbert Amy
  - Quasi Scherzando
- Tanya Anisimova
  - Sufi Suite
  - Song on Mt. San Angelo
- Georgi Arnaudov
  - Kells (1999)
  - Three Sonets of Michelangelo (2014)
- Malcolm Arnold
  - Fantasy  (1987)
- Lera Auerbach
  - Sonata doe Solo Violocello, op. 72 (2003)
  - La Suite dels Ocells [Homage to Pablo Casals] (2015)

## B
- Johann Sebastian Bach
  - Suites per violoncello solo
- Nicolas Bacri
  - Suite , op. 31, n. 1 Preludio e metamorfosi (1987–94)
  - Suite , op. 31, n. 2  Tragica (1991–93)
  - Suite , op. 31, n. 3 Vita et Mors (1991–93)
  - Suite , op. 50, n. 4 (1994–96; scritto per Emmanuelle Bertrand)
- Henk Badings
  - Sonata n. 2
- David N. Baker
  - Sonata (1990)
- Don Banks
  - Sequence (1967)
- Granville Bantock
  - Sonata in sol minore (1924)
- Rami Bar-Niv
  - Improvisation
- Arnold Bax
  - Rhapsodic Ballad (1939)[1]
- Conrad Beck
  - Epigrams  (per Paul Sacher)
- Grant Belgarian
  - Elegia per violoncello cello
- Paul Ben-Haim
  - Music  (1974)
- Richard Rodney Bennett
  - Partita (2001)
  - Sonata
  - Scena II (1973)
- Niels Viggo Bentzon
  - Sonata, op. 110 (1956)
  - Variazioni sui "Marinai del Volga", op. 354 (1974)
  - 16 Studi, op. 464 (1984)
  - Sonata, op. 110
- Esteban Benzecry
  - Suite "Prisme du Sud (1970)
- Gunnar Berg
  - Suite per violoncello solo (1950)
- Michael Berkeley
  - Iberian Notebook Suite (1980)
- Luciano Berio
  - Les mots sont allés (1978; per Paul Sacher)[2]
  - Sequenza VIb (1981)
  - Chanson pour Pierre Boulez (per Pierre Boulez) (2000)
  - Sequenza XIV (2002)
- Gunther Bialas
  - Romanze (1987)
- Ernest Bloch
  - Suite n. 1  (1956), dedicata a Zara Nelsova[3]
  - Suite n. 3 (1957), dedicata a Zara Nelsova[3]
- William Bolcom
  - Suite in do minore (1994)
- Ennio Bolognini
  - Adagio e Allegro
  - Fiesta Baska - Lamada Montanesa
  - Seranata de Bolonini
  - Seranata del Eco
  - Serenata Del Gaucho
  - Prelude and Fugue on a theme of Purcell
  - Cello's Prayer
- Sergei Bortkiewicz
  - Suite, op. 41
- Hans Bottermund - Janos Starker
  - Variazioni su un tema di Paganini
- Hendrik Bouman
  - Suite in re maggiore (2003)[4]
- Reiner Bredemeyer (1929–1995)
  - Solo 1 (1973)
  - Solo 6 (1980; scritto per H.J. Scheitzbach)
- Allen Brings
  - Sonata da chiesa (1980)[5]
- Benjamin Britten
  - Suite per violoncello solo
  - Tema "Sacher" (per Paul Sacher)
- Stephen Brown
  - Suites per violoncello

Takkakaw Falls (2003, 2004)
Fire (2005, revised 2012)
There Was a Lady in the East (2007)
Lilies and the Roses (2011, revised 2013)
Magneto (2012)
Flowers of the Forest (2013)
- Leo Brouwer
  - Sonata  (1960)[6]
- Michail Evseevič Bukinik
  - 4 Concert Etudes  (n. 4 in Fa minore)
- Sylvano Bussotti
  - Deborah Parker (1987)
  - Variazione
- Yuri Butzko
  - Partita per violoncello solo

## C
- John Cage
  - One8 (1991)[7]
  - 59½ Secondi  (1953)
  - Atlas Eclipticallis (1961)
  - Variations I (1958)
  - Études Boreales (1978)
- Elliott Carter
  - Figment (1994)
  - Figment n. 2, Remembering Mr. Ives (2001)
- Gaspar Cassadó
  - Suite  (1926)
- Luigi Chiarizia (L'Aquila 1978)
  - "Marcetta Militare" per violoncello solo (1992)
  - "La Persistenza del Ricordo" per violoncello solo (2011)
  - "L'Attesa..." per violoncello solo (2022)
- Geghuni Chitchjan
  - Sonata per violoncello solo (1983)
- Frédéric Chopin
  - Studio in la bemolle maggiore, op. 25, n. 1 (trascr. Cassadó)
- Nigel Clarke
  - Spectroscope (1987)
- Grant Colburn
  - Sonata in re minore per violoncello barocco viola da gamba (2009)
- Michael Colgrass
  - Wolf (1975)
- Giuseppe Colombi (1635–1694)
  - Ciaccona a Basso Solo (1670)
  - Toccata da Violone Solo (Toccata ) (1670)
- John Corigliano
  - Fancy on a Bach air (1997; eseguito alla prima da Yo-Yo Ma)
- Henry Cowell
  - Gravely and Vigorously (Hymn & Fuguing Tune n. 17) (1973; in memoria di Kennedy)
- George Crumb
  - Sonata per violoncello solo (1955)
- César Cui
  - Orientale

## D
- Luigi Dallapiccola
  - Adagio (1947)
  - Ciaccona, Intermezzo e Adagio (1945)
- Jean-Luc Darbellay
  - Solo (1997)
- Michael Daugherty
  - Jackie's Song (2000)
- Johann Nepomuk David
  - 2 Sonate
- Mario Davidovsky
  - Synchronisms n. 3 (1964)
- Robert deMaine
  - Twelve Études-Caprices, op. 31 (1999)
  - Unaccompanied Sonata
- David Diamond
  - Sonata for Violoncello Alone (1959)
- Friedhelm Dohl
  - Fantasie - Kadenz
  - Klezmeriana per violoncello solo (1983)
- Franco Donatoni
  - Lame (1982)
- John Downey
  - Lydian Suite (1975)
- Zsolt Durkó
  - Solo Suite n. 1 (1979)
- Henri Dutilleux
  - Trois Strophes sur le Nom de SACHER (1976–82) (per Paul Sacher)

## E
- David Eby
  - Celtic Passage
- Gerald Eckert
  - Nôema (1992/93)
- Søren Nils Eichberg
  - Variazioni su un tema di Niccolò Paganini (2005)
- Hans Ulrich Engelmann
  - Mini-music to Siegfried Palm, op. 38 (1970)
- Sven Einar Englund
  - Suite (1986)
- Gottfried von Einem
  - Music, op. 108 (1996)
- Iván Erőd
  - Hommage á Beethoven, op. 24 (Rhapsodie für Violoncello solo über Themen der Sonate, op. 102/1 von Ludwig van Beethoven) (1977)
- Rudolf George Escher
  - Sonata per violoncello solo (1945-48)
- Pozzi Escot
  - Sonata (2002)

## F
- Morton Feldman
  - Projection I (1950)
  - Intersection IV (1953)
- Richard Festinger
  - Upon The Viol (2012)
- Ross Lee Finney
  -  Chromatic Fantasy in E (1957)
- Graciane Finzi
  - Theme and Variations to el cant dels ocells
- Elena Firsova
  - The Rest is Silence (2002)
- Luboš Fišer (1935–1999)
  - Sonata (1987)
- Tom Flaherty
  - Semi-Suite (1990)
  - Remembrance of Things Present (2006)
- Alexandra Fol
  - Almost Serial (1999)
- Carlo Forlivesi
  - Più Mesto per violoncello solo con due archi (2003)
- Wolfgang Fortner
  - Suite (Schott) (for Paul Sacher)
  - Zum Spielen für den 70. Geburtstag: Theme and Variationen (1976)
- Ilse Fromm-Michaels
  - Suite, op. 15 (Sikorski)
- Rudolf Escher
  - Sonata (1955)

## G
- Domenico Gabrielli
  - Sette Ricercari (1689)
- Hans Gál
  - Sonata per violoncello solo op.109a (1982)
- Orlando Jacinto Garcia
  - Crystalline Sounds of the Night
- Ada Gentile
  - Pervioloncellosolo () (1996)
- Michael Gielen
  - Weitblick Sonata (1991)
- Alberto Ginastera (1916–83)
  - Puneña n. 2, op. 45 (Hommage à Paul Sacher)
- Detlev Glanert
  - Fünf Wüstenlieder (five Desert Songs) (1999)
- Philip Glass
  - Songs and Poems (in 7 movements) (2007)
- Friedrich Goldmann
  - Cellomusik (1974)
- Marin Goleminov
  - Sonata (1969)
- Osvaldo Golijov
  - Omaramor (1991)
- Andrei Golovin
  - Elegia per violoncello solo (1988)
- Yevgeny Golubev
  - 2 Etudes per violoncello solo, op. 46 (1961)
  - Concert Aria per violoncello solo (1961)
- Leonid Grabovsky (Hrabovsky)
  - Hlas I (1990)
  - Voices per violoncello solo (1990)
- Jorge Grundman
  - Terezin attraverso gli occhi dei bambini per violoncello solo (2012)
- Sofia Gubaidulina
  - Ten Preludes (1974)
  - Quaternion per violoncello solo

## H
- Alois Haba
  - Fantasy in quarter-tones (1924)
- Daron Hagen
  - Suite (1985)
  - Higher, Louder, Faster (1987)
- Cristobal Halffter
  - Variations on the theme eSACHERe (per Paul Sacher)
- Hermann Haller
  - Trois pieces pour violoncelle seul (3 pieces)
- John Harbison
  - Suite (1994)
- Jonathan Harvey
  - Curve with Plateaux for Helen Verney (1983)
- Teppo Hauta-aho
  - Improvatio (1971)
- Bernhard Heiden
  - Variazioni su "Lilliburlero"
- Paavo Heininen
  - Cantilena I, op. 24c (1970)
  - Cantilena II, op. 26 (1970)
  - Poesie des pensées, op. 23 (1970)
- Hans Werner Henze
  - Serenade (1949)
  - Capriccio (for Paul Sacher) (1976/1981)
- Michael Hersch
  - Sonata n. 1 (1994)
  - Sonata n. 2 (2001)
- Kenneth Hesketh
  - Die hängende Figur ist Judas (Drei Perspektiven) (1998)
  - IMMH (2014)
- Jacques Hétu
  - Variations, op. 11b (1967)
- Gilad Hochman
  - Rhapsody  (2003)
- Jennifer Higdon
  - Suite (2002)
- Paul Hindemith
  - Sonata, op. 25, n. 3 (1923)
- Joel Hoffman
  - Concert-Study (Fantasie) (1977)
  - Unaccompanied minor (2007)
- York Höller
  - Sonata (1968)
- Heinz Holliger
  - Chaconne  (for Paul Sacher) (1975)
  - Trema (1981)
- Vagn Holmboe
  - Solo Cello Sonata, M. 241 (1968–69)
- Imogen Holst
  - Fall of the Leaf
- Joaquim Homs
  - Arbres al vent (1992)
  - Soliloqui num. 4 (1994)
  - Capvespre vora el mar (1994)
- Arthur Honegger
  - Paduana in G major, H.181 (1945)
- Alan Hovhaness
  - Yakamochi, op. 193 (1965)
- Klaus Huber
  - Transpositio ad Infinitum für ein virtuoses Solocello (per Paul Sacher)
- Nicolaus A. Huber
  - Der Ausrufer steigt ins Innere (1984)
- Tobias Hume
  - Kleine Stücke für Cello solo (Small pieces ) Book 1 (originally for Gamba) (arranged by Sabina Lehrmann)
  - (Cello solo pieces) Book 2
- Bertold Hummel
  - Fantasia I in G, op. 77d1 (1952)[8]
  - Fantasia II in memoriam Pablo Casals, op. 97a (1993)[9]
  - Farewell (2002)[10]

## I
- Jacques Ibert
  - Etude-Caprice pour un tombeau de Chopin (1949)
  - Ghirlarzana (1950)
- Yoshirō Irino (1921–1980)
  - Three Movements (1969)

## J
- Karl Jenkins
  - Benedictus - The Armed Man (2001)
- Jan Jirásek
  - Dilema (1987)
- Ben Johnston
  - Toccata per Laurien Laufman (1984)
- Betsy Jolas
  - Scion (1974)
  - Episode cinquième (1983)
- Andre Jolivet
  - Suite en Concert (1965)
- Christian Jost
  - Laulos (2005)
- Gordon Jacob
  - Serenade
  - Divertimento
- Jurgis Juozapaitis
  - Sonata per violoncello solo

## K
- Dmitry Kabalevsky
  - Études in Major and Minor, op. 68 (1961)
- Mauricio Kagel
  - Unguis incarnatus est
  - Siegfriedp‘  (1971)
- Hugo Kauder
  - Suite  (1925)
  - Second Suite  (1924)
- Frederick Kaufman
  - Inner Sanctum (1999)
- Jin Hi Kim
  - Kee Maek #4 (1995)
- Irena Kosíková
  - Stopy (2005)
- Volker David Kirchner
  - Und Salomo sprach (1987)
  - Aus dem Buch der Konige 3 meditations (2000)
  - Threnos (2006)
- Aram Khachaturian
  - Sonata-Fantasia in do maggiore, op. 104 (1974)
- Adam Khudoyan
  - Sonata n. 1 (1961)
  - Sonata n. 2 Elegaic (1984)
  - Sonata n. 3 Pathetic (1993)
- Julius Klengel
  - Suite in re minore, op. 56
  - Caprice in the Form of a Chaconne (with free use of a Theme by Robert Schumann), op. 43
- Aleksandr Knaifel
  - Lamento per violoncello solo (1967)
  - Capriccio per violoncello solo (1994)
- Zoltán Kodály
  - Solo Cello Sonata, op. 8 (1915)
  - Capriccio (1915)
- Herman D. Koppel
  - Introduction, Theme with Varations and Epilogue op. 86 (1971)[11]
- Nikolai Korndorf
  - Passacaglia (1997)
- Irena Kosíková
  - Stopy (2004)
- Ernst Křenek
  - Suite, op. 84 (1942)
- Hanna Kulenty
  - Still Life with a Cello (1998)
- Khristofer Kushnaryov
  - Sonata per violoncello solo (1932)
- Mati Kuulberg
  - Concerto-Sonata per violoncello solo (1973)

## L
- Sophie Lacaze
  - Variations sur quatre haikus (2009)
- Ezra Laderman
  - Partita (1972)
  - A Single Voice (1995, scritto per Tanya Anisimova)
  - Fantasy (1998)
  - A Single Line (2004)
- Frank La Rocca
  - Secret Thoughts (1986)[12]
- Henri Lazarof
  - Momenti (1987)
- Claude Ledoux
  - Le Songe trouble de l'orchidee (1994)
  - 12 Studies - First book (1994)
- Benjamin Lees
  - Night Spectres (2000)
- Kenneth Leighton
  - Sonata, op. 52 (1967)
- Tania Leon
  - 4 Pieces (1981)
- Milcho Leviev
  - Reflected Meditation (1980)
  - Augsburg Polka (1998)
- György Ligeti
  - Sonata (1948–1953)
- Magnus Lindberg
  - Stroke (1984)
  - Partia (2001)
- Franz Liszt
  - Sonata in si minore per violoncello solo (trascrizione di Johann Sebastian Paetsch)
- Jerry Liu
  - Suite 7 Days (2012)
- Vassily Lobanov
  - Sonata per violoncello solo (1963)
  - Fantasie, op. 48 (1987)
- Pietro Locatelli
  - Il Laberinto Armonico (trascrizione di Rohan de Saram)
- Daniele Lombardi
  - Impromptu (Margherita) (in: Faustimmung, 1987)
- Alvin Lucier
  - Indian Summer (1993)
- Witold Lutosławski
  - Sacher Variation (1975; per Paul Sacher)

## M
- Peter Machajdík
  - Ponor (2019) [13]
  - Wolds (2019) [14]
  - Lullaby (1999) [15]
- Olga Magidenko
  - Site of the Heart, op. 60 (1998)
- Enrico Mainardi
  - Sonata breve (1942)
  - Sonata (1959)
- Ivo Malec
  - Arco-1 (1987)
- Vitold Malishevsky
  - Suite
- Steven Harry Markowitz
  - Impromptu
  - A Brief Adventure
- Pamela J. Marshall
  - Soliloquy
- Donald Martino
  - Parisonatina Al’Dodecafonia (1964)
- Tauno Marttinen
  - Impression, op. 140 (1978)
- Colin Matthews
  - Palinode (1992)
- David Matthews
  - Fantasia, op. 8 (1971)
  - Songs and Dances of Mourning, op. 12 (1976)
  - Journeying Songs, op. 95 (2004)
- Rudolf Matz
  - 11 Caprices
  - Ombres et lumières (Lights and Shadows)
  - Suite in do maggiore
  - Tema con Variazioni
- Toshiro Mayuzumi
  - Bunraku (1960)
- John McCabe
  - Partita (1966)
- Alfred Mendelssohn
  - Suite (1960)
- Usko Meriläinen
  - Arabesques (1964)
- Krzysztof Meyer
  - Sonata (1964)
  - Moment musical (1976)
  - Monologue (1990)
- Peter Mieg
  - La sombre (1971)
  - L'aérienne (1975)
- Alan Mills
  - Song & Dance per violoncello solo (2007)[16]
- Eric Moe
  - The Lone Cello (1998) per violoncello solo
- Robert Moevs
  - Heptachronon (1969)
- Roberto Molinelli
  - Crystalligence (commissionata da Enrico Dindo) (2005)
- Dexter Morrill
  - Fantasy (1995)[17]
- Robert Muczynski
  - Gallery: Suite (on paintings of Charles Burchfield) (1966)
- Isabel Mundry
  - Komposition (1992/93)
  - Komposition (1997)

## N
- Florie Namir
  - Rolling, fantasia per violoncello solo (2004)
- Lior Navok
  - Fantasy (1998)
- Arkady Nesterov
  - Sonata per violoncello solo
- Joaquín Nin-Culmell
  - Suite
- Akira Nishimura
  - Threnody (1998)
- Arne Nordheim
  - Clamavi (1980)

## O
- Mark O'Connor
  - Appalachia Waltz (trascrizione del compositore stesso dall'originale per violino)
- Mikhail Osokin
  - Sonata per violoncello solo
- Terry Winter Owens
  - Cellestial Music, Book 1 (2003)

## P
- Younghi Pagh-Paan
  - AA-GA I (1984)
- Hilda Paredes
  - Zuhuy Kak (1997)
- Robert Parris
  - Fantasy and Fugue (1954)
- Boris Parsadanjan
  - Sonata per violoncello solo (1973)
- Paul Patterson
  - Suite, op. 62
- Sergei Pavlenko
  - Sonata per violoncello solo (1983)
- Krzysztof Penderecki
  - Capriccio per Siegfried Palm (1968)
  - Per Slava (1986)
  - Divertimento (1994)
- George Perle
  - Cello Sonata (1947)
  - Hebrew Melodies
- Vincent Persichetti
  - Solo Cello Sonata, op. 54
- Carlo Alfredo Piatti
  - 12 Capricci, op. 25

1 In sol minore: Allegro quasi presto
2 In mi bemolle maggiore: Andante Religioso
3 In si bemolle maggiore: Moderato
4 In re minore: Allegretto
5 In fa maggiore: Allegro comodo
6 In la bemolle maggiore: Adagio Largamente
7 In do maggiore: Maestoso
8 In la minore: Moderato ma energico
9 In re maggiore: Allegro
10 In si minore: Allegro deciso
11 In sol maggiore: Adagio. Allegro
12 In mi minore: Allegretto
- - Capriccio sull'aria "I tuoi frequenti palpiti" dalla ‘’Niobe’’ di Giovanni Pacini, op. 22
- Gregor Piatigorsky
  - Syrinx
  - A Stroll
- Ástor Piazzolla
  - 6 Tango Etudes (arr. Karttunen)
- Wolfgang Plagge
  - Jakobsstigen, op. 20 : Fantasy (1983)
  - Music , op. 54 (1990)
- Peteris Plakidis
  - Two Variations per violoncello solo (1976)
- Robert H.P. Platz
  - Senko-hana-bi (In Yoshitake's garden) (1997–2000)
- Conrad Pope
  - Sonata for Violoncello alone (1972)
- Gerhard Präsent
  - A Rayas for violoncello solo (2001–02)
- Sergei Prokofiev
  - Sonata per violoncello solo, op. 133 (1953) (incompiuta; esiste un completamento di Blok in 1996)
  - Marcia dalla Musica per bambini, op. 65 -

## R
- Nikolai Rakov
  - Waltz per violoncello solo
- Shulamit Ran
  - Fantasy Variations (2003)
- Alexander Raskatov
  - Dramatic Games per violoncello solo (1979)
  - Kyrie Eleison (1992)
- Einojuhani Rautavaara
  - Sonata, op. 46 (1969)
- Max Reger
  - 3 Suites, op. 131c (1914)
    - Suite n. 1 in G major
    - Suite n. 2 in D minor
    - Suite n. 3 in A minor
- Aribert Reimann
  - Solo II (1981)
- Phillip Rhodes
  - Three Pieces
- Alan Ridout
  - Partita (1959)
- Wolfgang Rihm
  - Great (1972)
- Joaquin Rodrigo
  - Como una fantasía (1979)
- Scott Roller
  - Mutamusic (1983)
- Ned Rorem
  - After Reading Shakespeare (1980)
- Hilding Rosenberg
  - Intermezzo (1974)
- Miklos Rozsa
  - Toccata capricciosa, op. 36 (1979; in memory of Piatigorsky)
- Edmund Rubbra
  - Improvvisazione, op. 124 (1967)
- Peter Ruzicka
  - Sonata, op. 9 (1969)
  - Stille (1976)

## S
- Kaija Saariaho
  - Petals (1988)
  - Près (1992)
  - Spins & Spells (1997)
  - Sept Papillons (2000)
- Aulis Sallinen
  - Elegy for Sebastian Knight, op. 10 (1964)
  - Sonata, op. 26 (1971)
- Vadim Salmanov
  - Monologue per violoncello solo (1970)
- Esa-Pekka Salonen
  - Yta III (1987)
- Timothy Salter
  - Scintilla per violoncello solo (2003)
- David Sampson
  - Three Arguments per violoncello non accompagnato (1993)
- Ruben Sarkisjan
  - Cercio Ceclamando (ciclo di declamazioni) per violoncello solo (2001)
- Ahmed Adnan Saygun
  - Partita, op. 31 (1954)
- Robert Saxton
  - Sonata su un tema di Sir William Walton (1999)
- Giacinto Scelsi
  - Triphon (1956)
  - Trilogie (1957/65)
  - Voyages (1985)
  - Maknongan (1976)
- Gerhard Schedl
  - Aus Zwei Stücke aus der Schatz-Truhe
- Peter Schickele (P. D. Q. Bach)
  - Vermillion Suite (1987)
  - Suite n. 1 All By Its Lonesome
  - Suite n. 2 All By Its Lonesome
- Josef Schillinger
  - Dance Suite per violoncello solo, op.20 (1928)
- Thomas Daniel Schlee
  - Three Signs, op. 53 (2002)
- Artur Schnabel (1882–1951)
  - Sonata (in four movements) (1931)
- Alfred Schnittke
  - Klingende Buchstaben (Sounding Letters) (1988)
  - Madrigal in Memoriam Oleg Kagan (1990)
  - Improvisation (1993)
- Gunther Schuller
  - Fantasy, op. 19 (1960)
- Salvatore Sciarrino
  - Due Studi (1947)
  - Ai Limiti Della Notte (1984)
- Peter Sculthorpe
  - Requiem (1979)
  - Threnody (In memory of Stuart Challender) (1991)
  - Into the Dreaming (1993)
  - Tailitnama Song (1997)
- Roger Sessions
  - Six Pieces (1966)
- Rodion Shchedrin
  - Russian Tunes per violoncello solo, op.79 (1990)
- Alexander Shchetynsky
  - Sonata (2001)
- Bright Sheng
  - Diu Diu Dong (Seven Tunes Heard in China) (1995)
- Rodion Shchedrin
  - Russian Tunes (Russkie Naigryshi), op. 79 (1990)
- Makoto Shinohara
  - Evolution (1986–90)
- Jean Sibelius
  - Tema e variazioni in re minore (scritto nel 1887, ritrovato nel 1995)
- Sergei Slonimsky
  - 3 Pieces per violoncello solo (1964)
- Haskell Small
  - Suite
- Dmitry Smirnov
  - Monogram, op. 58A (1990)
  - Elegy in memory of Edison Denisov, op. 97a (1997)
  - Family Portrait, op. 108 (1998)
  - Postlude in memory of Alfred Schnittke, op. 112A (2000)
  - Bagatelle, op. 128A (2001)
  - Saga to S.A. Gubaidulina, op. 130 (2001)
- Naresh Sohal
  - Monody (1976)
  - Shades III
  - Shades IV (1983)
- Giovanni Sollima
  - La luna (1986)
  - 6 Caprices (1987)
  - Segno (1992)
  - Anno uno (1993)
  - The Songlines (1993)
  - Lamentatio (1998)
  - Pasolini fragments (1998)
  - Alone (1999)
- Halsey Stevens
  - Sonata (1958)
- Peter Vukmirovic Stevens
  - August Ruins (2010)
  - Tempus Edax Rerum (2011)
  - Etude for Raising the Dead (2011)
  - Versatile Hammers (2011)
  - Thunder, Perfect Mind (2012)
- Mark Summer
  - Julie-O
  - Lo, How a Rose E'er Blooming
- Viktor Suslin
  - Chanson contre raison Sonata (1984)
  - Schatz-insel (1990)
- Randall Svane
  - Suite n. 1 (1979)
  - Suite n. 2 (1982)
  - Suite n. 3 (1988)
- Takehiko Sueoka
  - Cello Sonata Unaccompanied (1997)

## T
- Emil Tabakov
  - Bis (1982)
- Éric Tanguy
  - Solo (1993)
  - Solo (1994)
  - Trois Esquisses (1994), ded. Livia Stanèse
  - Prélude et Rondo (1996)
  - Trois esquisses (2002)
  - Invocation (2009)
  - Rising (2015)
- John Tavener
  - Thrinos (1990)
  - Chant (1995)
- Boris Tchaikovsky
  - Suite in sei movimenti (1946)
  - Suite in cinque movimenti (1960)
- Alexander Tcherepnin
  - Suite, op. 76 (1946)
- James Tenney
  - Cellogram per Joel Krosnick (1971)
- Dimitri Terzakis
  - Omega 1 (1978)
  - Dialog der Seele mit ihrem Schatten (1991; for Siegfried Palm)
- Augusta Read Thomas
  - Spring Song (1995)
- Jukka Tiensuu
  - Balzo
- Ton That Tiet
  - Bois terre
- Boris Tiščenko
  - Sonata n. 1, op. 18 (1960)
  - Sonata n. 2, op. 76 (1979)
- Ernst Toch
  - Impromptu in three movements, op. 90c (1963)
- Javier Torres Maldonado
  - Tiento (2000)
- Paul Tortelier
  - Suite in re minore (1944)
- Sulkhan Tsintsadze
  - Chonguri (Tchonguri) (1978)
  - Sonata (1975)

## U
- Chinary Ung
  - Kshe Buon (1981)

## V
- Fabio Vacchi
  - In alba mia,dir... (1995)
- Pēteris Vasks
  - Gramata cellam (Das Buch) (1978)
- Sándor Veress
  - Sonata (1935)[18]
- Carl Vine
  - Inner World (1994)
- Param Vir
  - Flame (1997)
- Giovanni Battista Vitali
  - Partite per il Violone (1680)
  - Partita sopra diverse Sonate
- Vladimir Vlasov
  - Ballade per violoncello solo
  - Improvisation per violoncello solo
- Wladimir Vogel
  - Poeme (1974)

## W
- Wolfram Wagner
  - Sonata, op. 31 (1990)
- Gwyneth Walker
  - In Memoriam (1980)
- William Walton
  - Passacaglia (1980)
- Rodney Waschka II
  - Ravel Remembers Fascism (1991)
- Graham Waterhouse
  - Three Pieces per violoncello solo, op. 28 (1992)
  - Threnody (2002)
  - In nomine for cello solo (2013)
- Ben Weber
  - Dance, op. 28 (1948)
  - Dance, op. 31 (1949)
- Mieczysław Weinberg (or Vainberg)
  - Solo Cello Sonata n. 1, op. 72 (1960)
  - Solo Cello Sonata n. 2, op. 86 (1965)
  - Solo Cello Sonata n. 3, op. 106 (1971)
  - Solo Cello Sonata n. 4, op. 140 (1986)
  - Twenty-four Preludes, op. 100 (1968)[19]
- Egon Wellesz
  - Cello Sonata, op. 31 (1920)
  - Suite op. 39 (1924)[20]
- Richard Wernick
  - Suite n. 1 (2003)
  - Suite n. 2 (2007)
- David Wilde
  - The Cellist of Sarajevo - un lamento in forma di Rondò, op. 12
- Adrian Williams
  - Solo Cello Sonata (1976–77)
- John Williams
  - Three Pieces  (2001)
- Richard Edward Wilson
  - Lord Chesterfield to his Son (1987)
  - Music  (1971)
- Stefan Wolpe
  - Piece Alone (1966)
- Charles Wuorinen
  - Cello Variations I to Fred Sherry (1970)
  - Cello Variations II (1975)
  - Cello Variations III (1997)

## X
- Iannis Xenakis
  - Kottos (1977)
  - Nomos Alpha (1966)

## Y
- James Yannatos
  - Sonata
- Yehuda Yannay
  - I can't fathom it... and projections (1993)
  - Tangoul Morṭii (Tango of Death) (1997)
- Eugène Ysaÿe
  - Sonata per violoncello, op. 28 (1924)
- Isang Yun
  - Glissées (1970), per Siegfried Palm[21]
  - Seven Etudes (1993)
- Ludmilla Yurina
  - Irrlicht per violoncello solo (2000)
- Iraida Yusupova
  - Dreams' Music per violoncello solo (1990)

## Z
- Edson Zampronha
  - Elegia and electroacoustics (2009)
  - Two Takes (2008)
  - Toccata (1989)
- Bernd Alois Zimmermann
  - Sonata (1959–60)
  - Short Studies (4)  (1970)
- Sergei Zhukov
  - Sonata-Capriccio per violoncello solo (1980)
  - Paraphrase on van Eyck's poem De Tuinman en de Dood per violoncello solo (2003)
- Vassily Zverev
  - Sonata-Fantasy per violoncello solo